# Aloe lutescens
Aloe lutescens ist eine Pflanzenart der Gattung der Aloen in der Unterfamilie der Affodillgewächse (Asphodeloideae). Das Artepitheton lutescens stammt aus dem Lateinischen und bedeutet ‚gelb werdend‘.

## Beschreibung

### Vegetative Merkmale
Aloe lutescens wächst stammbildend, teilt sich meistens und bildet dichte Gruppen. Die aufrechten bis niederliegenden Stämme sind bis zu 80 Zentimeter lang. Die etwa 30 lanzettlich verschmälerten Laubblätter bilden dichte Rosetten. Die trübe bis halbwegs glänzend gelblichgrüne Blattspreite ist 50 bis 60 Zentimeter lang und 8 bis 9 Zentimeter breit. Die rosarötlich braunen Zähne am Blattrand sind etwa 2 Millimeter lang und stehen 3 bis 5 Millimeter voneinander entfernt.

### Blütenstände und Blüten
Der Blütenstand besteht aus drei Zweigen, die sich in einer senkrechten Ebene befinden und erreicht eine Länge von 1 bis 1,5 Meter. Die zylindrisch spitz zulaufenden Trauben sind 35 bis 40 Zentimeter lang und 7 Zentimeter breit. Die eiförmig spitz zulaufenden Brakteen weisen eine Länge von 15 Millimeter auf und sind ebenso breit. Die gelben Blüten besitzen gelegentlich eine leicht rötliche Basis. Sie öffnen sich aus grüngespitzten Knospen. Die Blüten stehen an bis zu 15 Millimeter langen Blütenstielen. Sie sind 30 bis 35 Millimeter lang und an ihrer Basis gerundet. Oberhalb des Fruchtknotens sind die Blüten verengt. Ihre Perigonblätter sind nicht miteinander verwachsen. Die Staubblätter und der Griffel ragen kaum aus der Blüte heraus.

### Genetik
Die Chromosomenzahl beträgt {\displaystyle 2n=14}.

## Systematik und Verbreitung
Aloe lutescens ist in der Nähe des Limpopo-Flusses verbreitet. Das Verbreitungsgebiet erstreckt sich vom Südosten Botswanas ostwärts bis in den Süden von Simbabwe und vom Nordosten Südafrikas bis nach Mosambik. Die Pflanzen wachsen im Schatten von Bäumen oder Sträuchern auf trockenen Felsen oder steinigen Hängen in Höhen von 200 bis 1200 Metern. 
Die Erstbeschreibung durch Barend Hermanus Groenewald wurde 1938 veröffentlicht.

## Nachweise